# Perfect Angel
Perfect Angel é o segundo álbum de estúdio de Minnie Riperton, foi lançado em 1974 pela Epic Records.  Foi re-lançado em CD em 25 de outubro de 1990. O álbum contém o maior hit da carreira do Riperton, "Lovin 'You", que liderou as paradas nos E.U.A por uma semana no início de abril de 1975.

## Faixas
1. "Reasons" – 3:25
2. "It's So Nice (To See Old Friends)" – 4:47
3. "Take a Little Trip" (Stevie Wonder) – 4:11
4. "Seeing You This Way" – 2:51
5. "The Edge of a Dream" – 4:20
6. "Perfect Angel" (Wonder) – 3:41
7. "Every Time He Comes Around" – 3:55
8. "Lovin' You" – 3:54
9. "Our Lives" – 5:42

## Créditos

### Músicos
- Minnie Riperton – vocal.
- Shirley Brewer – backing vocal.
- Ollie E. Brown – bateria.
- Rocki Dzidzornu – conga.
- Lani Groves – backing vocal.
- Marlo Henderson – guitarra.
- Reggie McBride – baixo.
- Michael Sembello – guitarra.
- Deniece Williams – backing vocal.
- Stevie Wonder (como El Toro Negro) – piano, bateria, pratos, gaita.
- Yvonne Wright – backing vocal.

### Produção
- Baker Bigsby – assistente de mixagem e engenharia de som.
- Malcolm Cecil – engenharia de som, produtor associado.
- Kent Duncan – masterização.
- Barry Feinstein – fotografia da capa.
- Ann Garner – arte da capa.
- Robert Margouleff – engenharia de som, produtor associado.
- Gary Olazabal – assistente de engenharia de som.
- Scorbu Productions – produção.
- Stevie Wonder (como Wonderlove) – arranjos.